# Augusto Trujillo Arango
Augusto Trujillo Arango (Santa Rosa de Cabal, 5 de agosto de 1922-Manizales, 24 de febrero de 2007) fue un sacerdote, filósofo y teólogo colombiano.

## Biografía
Fue ordenado sacerdote el 6 de agosto de 1945 en Manizales. 
En 1957 fue nombrado obispo auxiliar de la Arquidiócesis de Manizales y obispo titular de Nisyrus. 
En 1960 fue nombrado obispo de Jericó por el papa Juan XXIII. 
En 1970 el papa Pablo VI lo nombró como arzobispo de Tunja. 
En 1998 su dimisión fue concedida por el papa Juan Pablo II.